# فابيان مانزانو
فابيان مانزانو (بالإسبانية: Fabián Manzano)‏ (13 يناير 1994 في تشيلي - ) هو لاعب كرة قدم تشيلي في مركز الوسط. لعب مع نادي أونيفرسيداد كاتوليكا.

## وصلات خارجية
- فابيان مانزانو على موقع قاعدة بيانات كرة القدم.إي يو (الإنجليزية)
- فابيان مانزانو على موقع Soccerway.com (الإنجليزية)
- فابيان مانزانو على موقع AS.com (الإسبانية)